# Max Seidel (Fotojournalist)
Max Seidel (* 1. Januar 1904 in Plauen, Sachsen; † 12. April 1993 in  Mittenwald) war ein deutscher Bildberichterstatter und Fotograf.

## Leben
Max Seidel besuchte nach einer Lehre als Eisenbeton-Facharbeiter von 1920 bis 1922 die Kunstgewerbeschule in Dresden, studierte dort graphische Techniken und Fotografie. Eine anschließende dreijährige Foto-Reise führte ihn durch Lappland, Palästina, Ägypten und die Türkei. Es gelang ihm, seine Reportagen an illustrierte Zeitschriften zu verkaufen, er wurde Fotoreporter und bezeichnete sich selbst als „Bildberichter“.
Als Mitarbeiter der Fotoagentur Globophot 1926/27 in Berlin machte er hauptsächlich Aufnahmen von Theateraufführungen und Ausstellungen zur Veröffentlichung in Zeitschriften. 1929 erwarb er in Diessenhofen (Thurgau) in der Schweiz das Haus „zur Höll“ mit Fotoatelier von Robert Gogol. Im gleichen Jahr heiratete er seine langjährige Freundin Marianne Wiese. Bald war Seidel in Diessenhofen und Umgebung als Fotograf anerkannt. Ab 1931 gehörte er zum Fotografenstab der Züricher Illustrierten. In den Jahren 1935 bis 1936 drehte er Dokumentarfilme über Diessenhofen sowie einen Film über die Rundstreckenautorennen in Bern.
Ab 1937 bemühte sich Seidel um die Schweizerische Staatsangehörigkeit. Aufgrund der hoffnungslosen Versuche, Schweizer zu werden und genügend Arbeit zu finden, musste die Familie letztendlich 1939 nach Deutschland zurückkehren und zog nach Mittenwald in Bayern. Er wurde 1940 Soldat und kam zu den Gebirgsjägern. Nach seiner Entlassung aus der Kriegsgefangenschaft arbeitete Seidel 1946 wieder als Fotograf in Mittenwald.
1948 erschien sein Buch „Ad gloriam dei – Neue Bilder vom Benediktinerkloster Ettal“, daneben arbeitete Seidel wieder als Fotoreporter für illustrierte Zeitschriften, 1949 bis 1959 arbeitete er von Mittenwald aus für die Oberbadischen Angorawerke in Hauingen bei Lörrach. In den Jahren 1965 bis 1985 veröffentlichte Seidel zahlreiche Kunstbücher über Bruegel, Bosch, Grünewald, Goya usw., meist erschienen im Belser Verlag in Stuttgart in Zusammenarbeit mit namhaften Kunsthistorikern.
Max Seidel fotografierte noch bis drei Wochen vor seinem Tod, zuletzt hauptsächlich Naturaufnahmen. 1993 starb Max Seidel im Alter von 89 Jahren in Mittenwald.

## Publikationen (Auswahl)
- Max Seidel und Roger H. Marijnissen: „Bruegel“,  Belser Verlag Stuttgart, 1969.
- Max Seidel (Hrsg.): „Mathis Gothart Nithart Grünewald – Der Isenheimer Altar“, Heinrich Geissler, Bernhard Saran, Joseph Harnest, Adalbert Mischlewski, Vorwort Oto Bihalji-Merin, Belser Verlag Stuttgart, 1973.
- Max Seidel und Oto Bihalji-Merin: „Francisco Goya“,  Belser Verlag Stuttgart, 1980.
- Max Seidel und Edwin Maria Landau: Altdorfer, Leidensweg – Heilsweg, der Passionsaltar von St. Florian.  Belser, Stuttgart 1983.

## Filme (Auswahl)
- Max Seidel: „Diessenhofen – Teil 1“, Stummfilm mit Zwischentitel, 16 mm Schwarzweißfilm, 1935.
- Max Seidel: „Diessenhofen – Teil 2“, Stummfilm mit Zwischentitel, 16 mm Schwarzweißfilm, 1935.
- Peter Emmer: „Max Seidel – Portrait eines Kunstfotographen in Mittenwald“, Dokumentarfilm des Bayerischen Rundfunks zu Seidels 80sten Geburtstag, 1984.